# Syndrome de Rotor
Le syndrome de Rotor, également appelé hyperbilirubinémie de type Rotor, est une maladie congénitale autosomique récessive rare et relativement bénigne, d'origine inconnue. Elle se manifeste par un ictère peu important dû à l'augmentation de la bilirubine conjuguée. Bien qu'étant similaire au syndrome de Dubin-Johnson, ils ne doivent pas être confondus.

## Caractéristiques
Le syndrome de Rotor est très semblable au syndrome de Dubin-Johnson (SDJ). Leur différence réside dans le fait que les hépatocytes ne sont pas pigmentés. Le symptôme principal est un ictère sans prurit. On constate de même une augmentation de la bilirubine dans le sérum du patient, surtout sous la forme conjuguée.
|                                       | Syndrome de Rotor                              | SDJ |
| Apparence du foie                     | Histologie et apparence normales               | Pigmentation noire du foie                                                                                  |
| Visualisation de la vésicule biliaire | Peut être visualisée par cholécystogramme oral | Ne peut être visualisée                                                                                     |
| Coproporphyrine urinaire totale       | Élevée, < 70 % d'isomère 1                     | Normale avec > 80 % d'isomère 1 (l'urine normale contient une plus grande part d'isomère 3 que d'isomère 1) |

## Génétique

Schéma de transmission autosomique récessive.

Le syndrome de Rotor est une maladie autosomique récessive, ce qui signifie que le gène défectueux se situe sur un autosome, et deux copies de ce gène défectueux (chacun hérité d'un parent) sont nécessaires pour présenter ce syndrome à la naissance. Les parents d'un individu présentant une maladie autosomique récessive portent tous les deux un exemplaire du gène défectueux sans pour autant en présenter les symptômes.

## Éponyme
Ce syndrome est nommé d'après Arturo Belleza Rotor (en) (1907-1988), médecin interniste philippin.